# Attila Vajda
Attila Vajda (Szeged, 17 de março de 1983) é um ex-canoísta húngaro especialista em provas de velocidade.

## Carreira
Foi vencedor da medalha de ouro em C-1 1000 metros em Pequim 2008.